# Nathaniel Hodges
Nathaniel Hodges (Kensington, 14 september 1629 - Londen, 10 juni 1688) was een Engelse arts die bekend werd vanwege het werk dat hij verrichtte tijdens de Pestepidemie in Londen. Hij schreef naar aanleiding hiervan het boek Loimologia.

## Biografie
Nathaniel Hodges werd geboren als de zoon van Thomas Hodges, een predikant uit Kensington. Hij kreeg zijn scholing gaan de Westminster School in Londen. Hij studeerde vervolgens aan het Christ Church College van de Universiteit van Oxford. Hier behaalde hij zowel zijn bachelor, master en in 1659 de graad van M.D. In datzelfde jaar werd hij toegelaten tot het college van geneeskundigen in Londen en werd hij arts in de wijk Walbrook. Als arts had hij een onderzoekende instelling en hechtte hij veel waarde aan observaties en het doen van experimenten.
Hodges was een van de weinige artsen die tijdens de massale uittocht uit Londen tijdens de pestepidemie in de stad bleef.  Hij kwam tijdens de epidemie meerdere malen in aanraking met besmette patiënten, maar hij zou de ziekte zelf niet oplopen. Bij het bezoeken van zijn patiënten nam hij ook strenge regels in acht. Zo had hij tijdens het onderzoek voortdurend hoesttabletten in zijn mond.  Hodges was ook een van de weinigen die kritiek had op het preventiebeleid van de lokale overheid. Zo pleitte hij voor een opvangplek voor "de nog niet besmette leden van een gezin met pestlijders".
In de nasleep van de pestepidemie schreef Hodges een uitgebreide brief aan kennis over de epidemie. Hij zette de eerste kentekenen, de voortgang, de symptomen en de genezing van de pest uiteen. Ook schreef hij over de complicaties van de ziekte. Veel hiervan kwam terecht in zijn publicatie Loimologia dat in 1672 werd gepubliceerd. Ook publiceerde hij in 1666 de Vindiciæ Medicinæ et Medicorum, an Apology for the Profession and Professors of Physic wat een aanval bevatte op de kwakzwalvers die de zieken trachtten te helpen.
In zijn latere leven ging het minder met zijn praktijk en werd hij arm. Hij werd gevangengezet in de gevangenis van Ludgate waar hij op 10 juni 1688 overleed. Hij werd begraven in de St. Stephen Walbrook.
- Gemeinsame Normdatei: 1055558977
- International Standard Name Identifier: 0000 0000 2617 5432
- Library of Congress Control Number: n84134005
- Nationale Bibliotheek van Israël: 987007279362405171
- Nederlandse Thesaurus van Auteursnamen: 183509137
- SNAC: w6b95v25
- Virtual International Authority File: 12656750
- WorldCat: E39PBJckPfRJMMgWYTPjWPW7HC